# Natação nos Jogos Europeus de 2015 - 400 m medley feminino
A competição dos 400 metros medley feminino foi um dos eventos da natação nos Jogos Europeus de 2015, em Baku, no Azerbaijão. Foi disputada no Centro Aquático de Baku no dia 23 de junho.

## Calendário
Horário de verão do Azerbaijão (UTC+5).
| Data        | Horário | Fase         |
| ----------- | ------- | ------------ |
| 23 de junho | 10:59   | Eliminatória |
| 23 de junho | 18:28   | Final        |

## Medalhistas
| Ouro   | GBR Abbie Wood      |
| Prata  | ITA Ilaria Cusinato |
| Bronze | SRB Anja Crevar     |

## Recordes
Antes desta competição, os recordes mundiais e dos jogos europeus dessa prova eram os seguintes:
| Tipo                       | Atleta           | Tempo   | Local   | Data                |
| -------------------------- | ---------------- | ------- | ------- | ------------------- |
|                            | CHN Ye Shiwen    | 4m28s43 | Londres | 28 de julho de 2012 |
| Recorde dos Jogos Europeus | Não estabelecido | –       |         |                     |

Os seguintes recordes mundiais ou dos jogos europeus foram estabelecidos durante esta competição:
| Data        | Evento | Nome       | Nacionalidade | Tempo   | Notas                      |
| ----------- | ------ | ---------- | ------------- | ------- | -------------------------- |
| 23 de junho | Final  | Abbie Wood | Alemanha      | 4:41.97 | Recorde dos Jogos Europeus |

## Resultados

### Eliminatórias
A eliminatória foi realizada no dia 23 de junho.
| Pos. | Bateria | Raia | Nadadora              | Nacionalidade    | Tempo   | Notas |
| ---- | ------- | ---- | --------------------- | ---------------- | ------- | ----- |
| 1    | 2       | 4    | Abbie Wood            | GBR Grã-Bretanha | 4:45.61 | Q,    |
| 2    | 2       | 5    | Ilaria Cusinato       | ITA Itália       | 4:46.84 | Q     |
| 3    | 3       | 4    | Georgia Coates        | GBR Grã-Bretanha | 4:48.06 | Q     |
| 4    | 3       | 5    | Anja Crevar           | SRB Sérvia       | 4:50.43 | Q     |
| 5    | 2       | 7    | Lotte Goris           | BEL Bélgica      | 4:54.30 | Q     |
| 6    | 3       | 3    | Sara Franceschi       | ITA Itália       | 4:55.07 | Q     |
| 7    | 2       | 2    | Anna Pirovano         | ITA Itália       | 4:55.68 |       |
| 8    | 2       | 1    | Irina Krivonogova     | RUS Rússia       | 4:55.99 | Q     |
| 9    | 3       | 7    | Laia Martí            | ESP Espanha      | 4:56.50 | Q     |
| 10   | 3       | 6    | Marie Graf            | GER Alemanha     | 4:56.80 |       |
| 11   | 2       | 3    | Rosa Maeso            | ESP Espanha      | 5:00.87 |       |
| 12   | 2       | 6    | María Artigas         | ESP Espanha      | 5:02.52 |       |
| 13   | 1       | 3    | Margaret Markvardt    | EST Estônia      | 5:05.08 |       |
| 14   | 1       | 4    | Nea-Amanda Heinola    | FIN Finlândia    | 5:05.45 |       |
| 15   | 2       | 8    | Vasilisa Zeliankevich | BLR Bielorrússia | 5:06.08 |       |
| 16   | 2       | 0    | Essi-Maria Lillman    | FIN Finlândia    | 5:06.10 |       |
| 17   | 3       | 1    | Madalena Azevedo      | POR Portugal     | 5:07.14 |       |
| 18   | 3       | 8    | Maria Cabral          | POR Portugal     | 5:08.32 |       |
| 19   | 1       | 5    | Katie Baguley         | IRL Irlanda      | 5:15.60 |       |
| 20   | 3       | 0    | Tetiana Kudako        | UKR Ucrânia      | 5:16.70 |       |
| 21   | 3       | 2    | Dóra Sztankovics      | HUN Hungria      | DNS     | DNS   |

### Final
A final foi realizada no dia 23 de junho.
| Pos.              | Raia | Nadadora          | Nacionalidade    | Tempo   | Notas                      |
| ----------------- | ---- | ----------------- | ---------------- | ------- | -------------------------- |
| Medalha de ouro   | 4    | Abbie Wood        | GBR Grã-Bretanha | 4:41.97 | Recorde dos Jogos Europeus |
| Medalha de prata  | 5    | Ilaria Cusinato   | ITA Itália       | 4:44.01 |                            |
| Medalha de bronze | 6    | Anja Crevar       | SRB Sérvia       | 4:45.84 |                            |
| 4                 | 3    | Georgia Coates    | GBR Grã-Bretanha | 4:46.52 |                            |
| 5                 | 7    | Sara Franceschi   | ITA Itália       | 4:49.38 |                            |
| 6                 | 1    | Irina Krivonogova | RUS Rússia       | 4:54.09 |                            |
| 7                 | 2    | Lotte Goris       | BEL Bélgica      | 4:54.48 |                            |
| 8                 | 8    | Laia Martí        | ESP Espanha      | 4:56.59 |                            |

Legenda
| Recorde mundial            | Recorde mundial (World record)                     |                       | Recorde africano                      | Recorde africano (African) |                                           | Q | Classificado por posição (Qualified) |
| Recorde dos Jogos Europeus | Recorde dos Jogos Europeus (European Games record) | Recorde da América    | Recorde da América (Americas)         | q                          | Classificado por melhor tempo (Qualified) |   |                                      |
| Melhor marca do ano        | Melhor marca do ano (World leading)                | Recorde asiático      | Recorde asiático (Asian)              | DNS                        | Não largou (Did not start)                |   |                                      |
| Recorde nacional           | Recorde nacional (National record)                 | Recorde europeu       | Recorde europeu (European)            | DNF                        | Não terminou (Did not finish)             |   |                                      |
| Recorde pessoal            | Recorde pessoal do atleta (Personal best)          | Recorde da Oceania    | Recorde da Oceania (Oceania)          | DSQ / DQ                   | Desclassificado (Disqualified)            |   |                                      |
| Recorde da temporada       | Recorde da temporada do atleta (Season best)       | Recorde sul-americano | Recorde sul-americano (South America) | NM                         | Sem marca (No mark)                       |   |                                      |